# Валюбер, Жан-Мари
Жан-Мари́ Мело́н Роже́ (фр. Jean-Marie Mellon Roger), известный больше как Жан-Мари Валюбе́р или генерал Валюбер (Jean-Marie Valhubert); 22 октября 1764 года, Авранш — 3 декабря 1805 года, битва под Аустерлицем, Аустерлиц (совр. Славков-у-Брна)) — французский бригадный генерал; командир эпохи революционных и наполеоновских войн.

## Биография
Родился в Авранше в 1764 году; получил приличное воспитание, рано посвятил себя военному званию; но королевское повеление, которым были исключены из артиллерии все разночинцы, не допустило его к экзамену для вступления в этот род войск, и его определили в армейский полк.
Во время революции был назначен командиром первого батальона Ла Манша (bataillon de la Manche), отличился в разных делах, особенно при Маренго и Паллемберге, и получил за это почётную шпагу; в 1804 году был произведён в бригадные генералы, успешно действовал в тогдашней «великой Армии» в войне с Австрией, и был убит под Аустерлицем 3 декабря 1805 года.

## Почести
Валюбер был командором ордена Почётного легиона, и посмертно почтён памятником на поле Аустерлицкой битвы; также его именем названа одна из парижских площадей.